# Фонарный мост
Фона́рный мост — автодорожный железобетонный рамный мост через реку Мойку в Адмиралтейском районе Санкт-Петербурга, соединяет Казанский и 2-й Адмиралтейский острова.

## Расположение
Соединяет Фонарный и Почтамтский переулки. Рядом с мостом находится Дом культуры Союза связи (бывшая Немецкая реформатская церковь).
Выше по течению находится Синий мост, ниже — Почтамтский мост.
Ближайшая станция метрополитена — «Адмиралтейская».

## Название
Название известно с 1906 года и дано по наименованию Фонарного переулка. До 1920-х годов мост назывался Пешеходный Фонарный мост.

## История
В 1905—1906 годах построен деревянный двухпролётный пешеходный мост. Проект был составлен инженером П.А. Лихачёвым, который также осуществлял и технический надзор строительных работ. В 1950 году деревянное пролётное строение было заменено металлическими двутавровыми балками, а деревянное ограждение — металлическими сварными решетками простого рисунка.
Существующий мост сооружён в 1971—1973 годах по проекту инженера института «Ленгипроинжпроект» Л. Н. Соболева и архитектора Л. А. Носкова. Строительство выполнило СУ-2 треста «Ленмостострой» под руководством главного инженера О. А. Розова и производителя работ С. Н. Сущева. В 2001 году отреставрированы фонари моста. В 2003 году, в рамках программы светового оформления городских мостов, организована художественная подсветка моста. В 2011 году заменена гидроизоляция и дорожное покрытие. В 2017 году отреставрированы элементы декора и торшеров (выполнен демонтаж поврежденных и установка новых элементов).

## Конструкция
Мост однопролётный железобетонный, рамной конструкции. По статической схеме представляет собой трёхшарнирную раму. Ригель рамы выполнен из сборных железобетонных элементов переменной высоты, омоноличенных с «ногами» рамы. Балки-консоли смыкаются в середине пролёта посредством несовершенного шарнира. Шарниры устроены также и в основании «ног» рамы. «Ноги» рамы выполнены из монолитного железобетона на свайном основании. Опоры выдвинуты из линии набережной в русло реки. Наружная поверхность устоев облицована гранитом. Фасады моста декорированы профилированным металлическим листом. Общая длина моста составляет 33 м, ширина — 20 м. 
Мост предназначен для движения автотранспорта и пешеходов. Проезжая часть моста включает в себя 4 полосы для движения автотранспорта. Покрытие проезжей части и тротуаров — асфальтобетон. Тротуары отделены от проезжей части гранитным поребриком. Перильное ограждение чугунное художественного литья, однотипное с решёткой набережной Мойки, завершается на устоях гранитным парапетом. При въездах на мост установлены металлические декоративные торшеры с фонарями, стилизованные под архитектуру классицизма.